# Bibliotheksindex
Der Bibliotheksindex (BIX) wurde 1999 als Kooperationsprojekt des Deutschen Bibliotheksverbandes (dbv) und der Bertelsmann Stiftung initiiert. Ziel des BIX war es, die Leistung von sowohl öffentlichen als auch wissenschaftlichen Bibliotheken auf nationaler Ebene vergleichbar zu machen. 2015 wurde der BIX eingestellt.

## Geschichte
Im Oktober 1999 startete das Projekt „BIX – der Bibliotheksindex“ – ein Benchmarking-Projekt zur Leistungsmessung in öffentlichen Bibliotheken. Nach drei Jahren erfolgreicher Laufzeit wurde das Projekt um zwei Jahre verlängert und trat im Juni 2002 in eine neue Phase: Der BIX, ursprünglich als langfristiger, bundesweiter Jahresvergleich für öffentliche Bibliotheken konzipiert, wurde auf wissenschaftliche Bibliotheken ausgedehnt.
Nach dem Auslaufen der Förderung durch die Bertelsmann Stiftung führen der Deutsche Bibliotheksverband und das Hochschulbibliothekszentrum in Köln (hbz) den BIX seit Juli 2005 im Rahmen des Kompetenznetzwerks für Bibliotheken (knb) durch.
Der „BIX 2015“ war die letzte Auflage. Wegen Finanzierungsschwierigkeiten wurde der BIX eingestellt.

## Aufbau
Die Bewertung erfolgt jeweils in vier Zieldimensionen, welche sich wiederum in (drei bis sechs) Indikatoren aufteilen.
Die Zieldimensionen sind Angebote, Nutzung/Kundenorientierung, Effizienz/Wirtschaftlichkeit und Entwicklung. Die Bibliotheken werden hier zudem in fünf Größenkategorien aufgeteilt, um die Vergleichbarkeit sicherzustellen.
Bei den wissenschaftlichen Bibliotheken werden, ebenfalls um eine Vergleichbarkeit zu ermöglichen, 3 Kategorien gebildet:
- Zweischichtige Universitätsbibliotheken (mit Institutsbibliotheken)
- Einschichtige Universitätsbibliotheken (Hochschulen ohne Institutsbibliotheken)
- Fachhochschulbibliotheken.

Für jede der vier Dimensionen werden die Indikatorenwerte der Bibliothek zusammengefasst und in drei Leistungsgruppen (Topgruppe, Mittelgruppe, Schlussgruppe) eingeordnet.